# MSDOS.SYS
MSDOS.SYS — системный файл операционной системы MS-DOS и систем семейства Windows 9x, расположенный в корневом каталоге загрузочного устройства (англ. Boot disk) (дискеты или диска).
Впервые этот файл появился в MS-DOS и там он содержит часть кода ядра операционной системы, реализующую интерфейсы к системе (в отличие от другого системного файла — IO.SYS, содержащего функции для общения DOS с BIOS и аппаратной частью компьютера). В MS-DOS этот файл запускается после IO.SYS.
В Windows 9x весь код DOS находится в IO.SYS, а MSDOS.SYS является обычным текстовым файлом, аналогичным CONFIG.SYS, и в нём задаются некоторые настройки, управляющие процессом загрузки системы. К примеру, с помощью параметра BootGUI можно отключить автоматический старт графической оболочки Windows по окончании исполнения AUTOEXEC.BAT — в этом случае, как и в DOS, пользователь будет оставаться в командной строке, из которой можно запустить графическую оболочку вручную командой WIN.
В клонах MS-DOS загрузочный файл с ядром системы может называться иначе. Например, в PC-DOS — IBMDOS.COM.
В Windows семейства NT (NT 3.1-4, 2000, XP и выше) этот файл не используется.